# William Finnegan
William Finnegan (ur. 1952) – amerykański dziennikarz i publicysta, współpracownik czasopisma "The New Yorker" od 1982, stały publicysta od 1987, laureat Nagrody Pulitzera w kategorii Biografia lub Autobiografia za książkę Barbarian Days (2016).

## Książki
- Finnegan, William (2015). Barbarian Days : A Surfing Life. Penguin., ISBN 978-1-59420-347-3
- Finnegan, William (2006). Crossing the Line: A Year in the Land of Apartheid. Persea.
- Finnegan, William (1998). Cold New World: Growing Up Harder Country. Random House.
- Finnegan, William (1995). Dateline Soweto: Travels with Black South African Reporters. University of California Press.
- Finnegan, William (1993). A complicated war: The Harrowing of Mozambique. University of California Press.